# 加薩
加薩（羅馬化：Ghazzah，羅馬化：ʻAzah）是加沙地带以及巴勒斯坦地区的最大城市，同時也是巴勒斯坦国加沙省的首府。面积74平方公里，人口449,221人（2009年資料），现由哈马斯實際控制。周边人口約160萬。

## 名称
“加沙”称谓目前的最早来源是公元前15世纪埃及图特摩斯三世的军事记录。在反映晚期非利士时期的新亚述来源中，它被称为Hāzat。
在闪米特语言中，这个城市名称的意思是“凶猛的、强壮的”。加沙的希伯来语名称是ʿAzza（עַזָּה）——这个词开头的ayin在圣经希伯来语中代表一个清音的咽喉擦音，但在现代希伯来语中，它是无声的。歐洲語言的紗布一詞（如英語Gauze）可能來自於古代腓尼基语的加沙。
据沙欣（Shahin）称，古埃及人称它为gḏt，“Ghazzat”（“珍贵城市”），而穆斯林常常称它为“Ghazzat Hashem”，以纪念哈希姆，穆罕默德的曾祖父，据伊斯兰传统，他埋葬在这座城市。
阿拉伯语音译为阿拉伯语名称是Ghazzah或Ġazzah。因此，“Gaza”在英文中可能被拼写为“Gazza”。

## 历史
加沙位于亚洲与非洲，地中海与红海的交通要冲，有着漫长而复杂的文明史，是世界上最古老的城市之一。有历史记载以来，该地先後被古埃及、迦南、非利士、以色列联合王国、亚述帝国、新巴比倫帝國、波斯帝国、马其顿帝国、罗马帝国、阿拉伯帝国、蒙古帝国、奧斯曼土耳其帝国、英國、埃及和以色列等統治。

### 统治者年表
以下时间线中的红色条表示所指示的群体在此期间拥有有限的自治权，而非主权。

## 地理
加沙位於平原上，海灘和港口位於該市核心區以西3公里（1.9英里）處，市區約為45平方公里（17平方英里）。位於耶路撒冷西南78公里（48英里），特拉維夫以南71公里（44英里），和拉法以北30公里（19英里）。
加沙的人口依賴地下水作為唯一的飲用水，農業用途和家庭供應來源。最近的溪流是南部的瓦迪加扎河（Wadi Ghazza），它在冬天只盛有少量的水，而在夏天幾乎沒有水。大部分水都被以色列在上游用光了。沿岸的加沙含水層是加沙地帶的主要含水層，主要由更新世砂岩組成。像加沙地帶大多數地區一樣，加沙也被第四紀土壤所覆蓋。土壤中的粘土礦物吸收了許多有機和無機化學物質，從而部分減輕了地下水污染的程度。
老城區是加沙核心的主要組成部分。它大致分為兩個居民区：北部達拉傑區（也稱為穆斯林區）和南部Zaytun區（包含猶太區和基督教區）。大多數建築建於馬穆魯克和奧斯曼帝國時代，有些建築建在較早的建築之上。舊城區的古代部分約為1.6平方公里（0.62平方英里）。老城有七個歷史悠久的大門：巴布·阿斯卡蘭（亞實基倫之門），巴布·達魯姆（代爾·巴拉的門），巴布·巴赫爾（海之門），巴布·馬納斯（馬納斯之門）， Bab al-Baladiyah（鎮的門），Bab al-Khalil（希伯倫的門）和Bab al-Muntar（泰勒·蒙塔爾的門）。一些較老的建築採用ablaq風格的裝飾，其特徵是在馬穆魯克時代盛行的紅白相間的磚石結構。達拉傑（Daraj）擁有黃金市場（Qissariya）以及加沙大清真寺（加沙最古老的清真寺）和賽義德·哈希姆清真寺（Sayed al-Hashim Mosque）。在Zaytun的是Saint Porphryrius教堂，Katib al-Wilaya清真寺和Hamam as-Sammara（“撒瑪利亞人的澡堂”）。
加沙有着炎热的半干旱气候（柯本:BSh），具有地中海气候的特点，冬季温和多雨，夏季干热。春季在3月至4月左右，最热的月份是7月和8月，平均最高温度为33°C。最冷的月份是1月，气温通常在18°C。雨水稀少，一般在11月至3月之间，年降水量约为390毫米。
| 加沙                        | 加沙        | 加沙        | 加沙        | 加沙        | 加沙        | 加沙        | 加沙        | 加沙        | 加沙        | 加沙        | 加沙        | 加沙        | 加沙        |
| 月份                        | 1月         | 2月         | 3月         | 4月         | 5月         | 6月         | 7月         | 8月         | 9月         | 10月        | 11月        | 12月        | 全年        |
| --------------------------- | ----------- | ----------- | ----------- | ----------- | ----------- | ----------- | ----------- | ----------- | ----------- | ----------- | ----------- | ----------- | ----------- |
| 平均高温 °C（°F）           | 18.3 (64.9) | 18.9 (66.0) | 21.1 (70.0) | 24.4 (75.9) | 27.2 (81.0) | 29.4 (84.9) | 30.6 (87.1) | 31.7 (89.1) | 30.6 (87.1) | 28.9 (84.0) | 25.0 (77.0) | 20.6 (69.1) | 25.6 (78.1) |
| 日均气温 °C（°F）           | 13.9 (57.0) | 14.5 (58.1) | 16.4 (61.5) | 19.1 (66.4) | 21.8 (71.2) | 24.5 (76.1) | 26.0 (78.8) | 27.0 (80.6) | 25.6 (78.1) | 23.3 (73.9) | 19.8 (67.6) | 16.1 (61.0) | 20.7 (69.2) |
| 平均低温 °C（°F）           | 9.4 (48.9)  | 10.0 (50.0) | 11.6 (52.9) | 13.8 (56.8) | 16.4 (61.5) | 19.5 (67.1) | 21.4 (70.5) | 22.2 (72.0) | 20.5 (68.9) | 17.7 (63.9) | 14.5 (58.1) | 11.6 (52.9) | 15.7 (60.3) |
| 平均降水量 mm（）           | 104 (4.1)   | 76 (3.0)    | 30 (1.2)    | 13 (0.5)    | 3 (0.1)     | 1 (0.0)     | 0 (0)       | 1 (0.0)     | 3 (0.1)     | 18 (0.7)    | 64 (2.5)    | 81 (3.2)    | 390 (15.4)  |
| 平均相對濕度（％）          | 85          | 84          | 83          | 82          | 84          | 87          | 86          | 87          | 86          | 74          | 78          | 81          | 83          |
| 月均日照時數                | 204.6       | 192.1       | 241.8       | 264.0       | 331.7       | 339.0       | 353.4       | 337.9       | 306.0       | 275.9       | 237.0       | 204.6       | 3,288       |
| 日均日照時數                | 6.6         | 6.8         | 7.8         | 8.8         | 10.7        | 11.3        | 11.4        | 10.9        | 10.2        | 8.9         | 7.9         | 6.6         | 9.1         |
| 来源：Arab Meteorology Book |             |             |             |             |             |             |             |             |             |             |             |             |             |

## 人口
根據1557年奧斯曼帝國的納稅記錄，加沙擁有2477名男性納稅人。1596年的統計數據表明，加沙的穆斯林人口包括456戶家庭，115個單身漢，59個宗教人士和19個殘疾人。除了穆斯林之外，奧斯曼帝國軍隊中還有141名“ jundiyan”或“士兵”。在基督徒中，有294戶家庭和7個單身漢，而有73戶猶太人家庭和8個撒瑪利亞人家庭。估計有6,000人居住在加沙，使其成為奧斯曼帝國巴勒斯坦的第三大城市，僅次於耶路撒冷和采法特。
1838年，大約有4,000名穆斯林和100名基督教納稅人，這意味著大約有15,000或16,000的人口，使其比當時的耶路撒冷還大。基督教家庭總數為57個。第一次世界大戰爆發前，加沙的人口已達42,000；然而，1917年在加沙的盟軍與奧斯曼帝國及其德國同盟之間的激烈戰鬥導致人口大量減少。由英國當局於1922年進行的以下人口普查顯示，人口急劇減少，人口為17,480，其中包括16,722名穆斯林，54名猶太人和701名基督徒。
根據巴勒斯坦中央統計局（PCBS）1997年的人口普查，加沙和鄰近的al-Shati營地的人口為353,115，其中男性佔50.9％，女性佔49.1％。加沙的年輕人口絕大多數，其中一半以上處於嬰兒年齡至19歲之間（佔60.8％）。年齡介於20至44歲之間的約28.8％，介於45至64歲之間的佔7.7％，而64歲以上的年齡佔3.9％。
1948年阿拉伯-以色列戰爭之後，大量巴勒斯坦難民湧入加沙，使加薩人口激增。到1967年，人口已增長到1948年的六倍。1997年，加沙51.8％的居民是難民或其後代。自那時以來，該市的人口一直在增加，到2017年達到590,481，使其成為巴勒斯坦領土上最大的城市。加沙市是世界上最高的整體增長率之一。它的人口密度為9,982.69 /平方公里（26,424.76 /平方英里）媲美紐約（10,725.4 /平方公里 - 27,778.7 /平方英里）和巴黎（半數21000 /平方公里– 55,000 /平方英里）。2007年，貧困，失業和惡劣的生活條件普遍存在，許多居民獲得了聯合國糧食援助。

## 图集

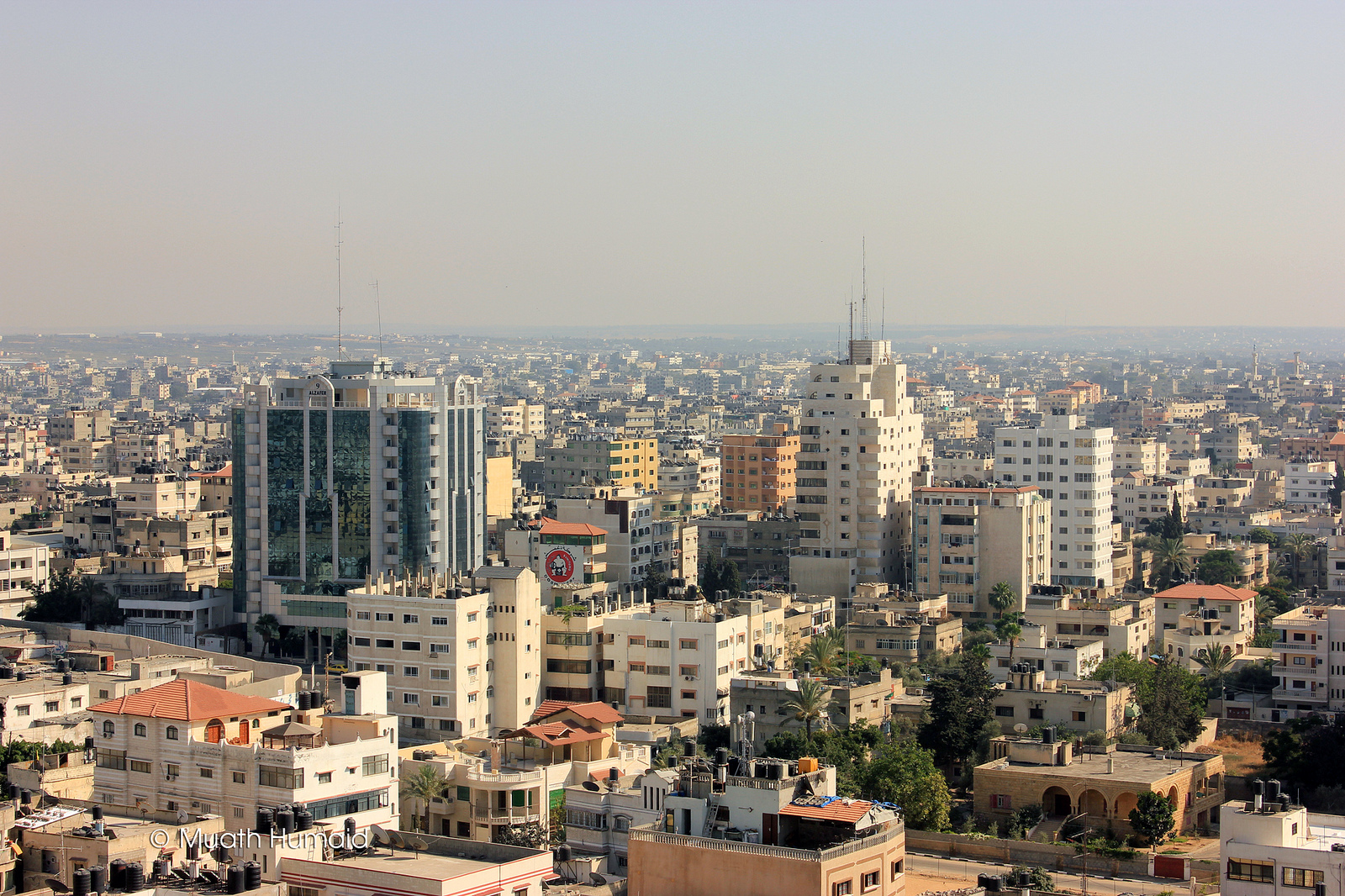
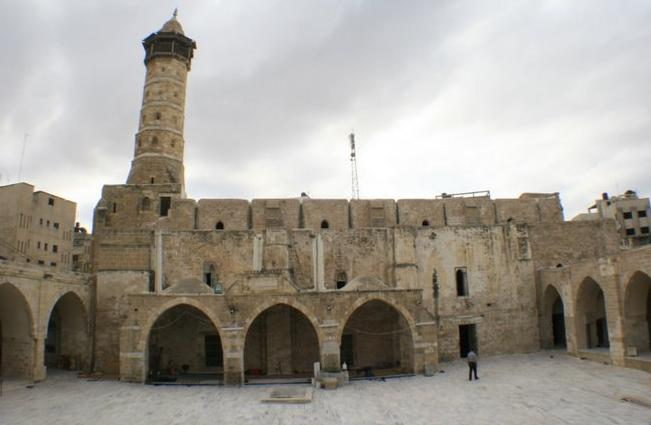
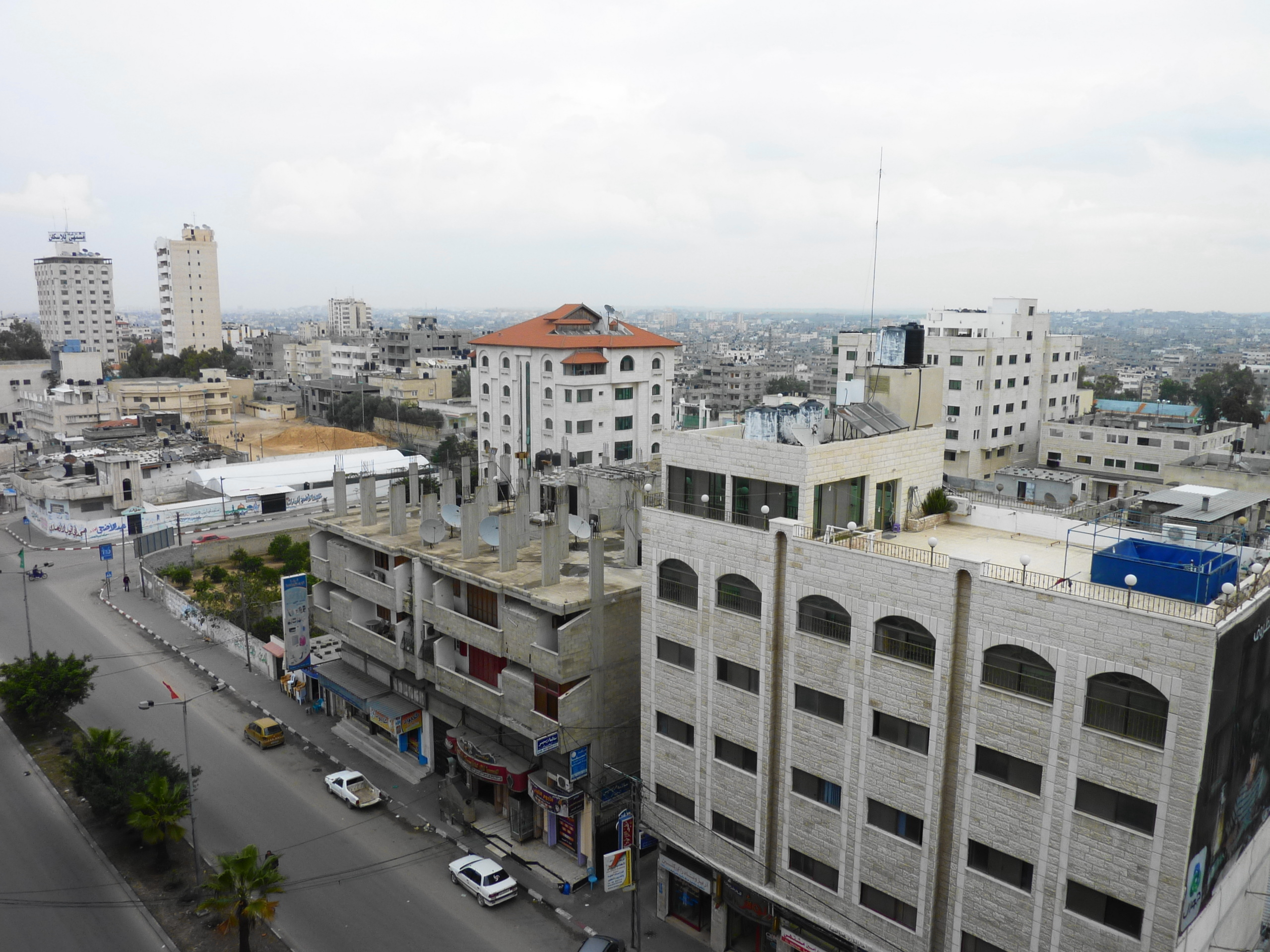
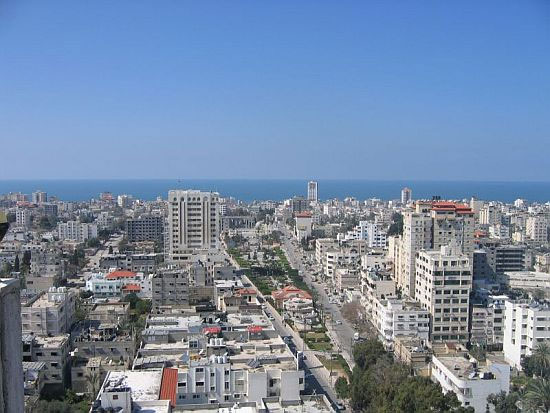
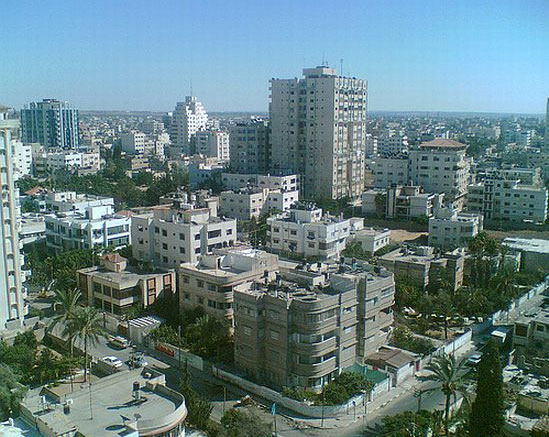
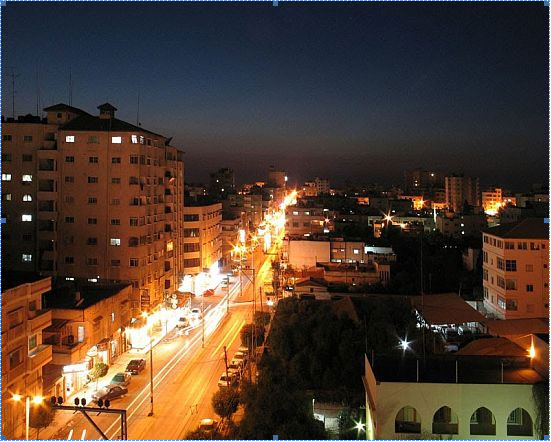
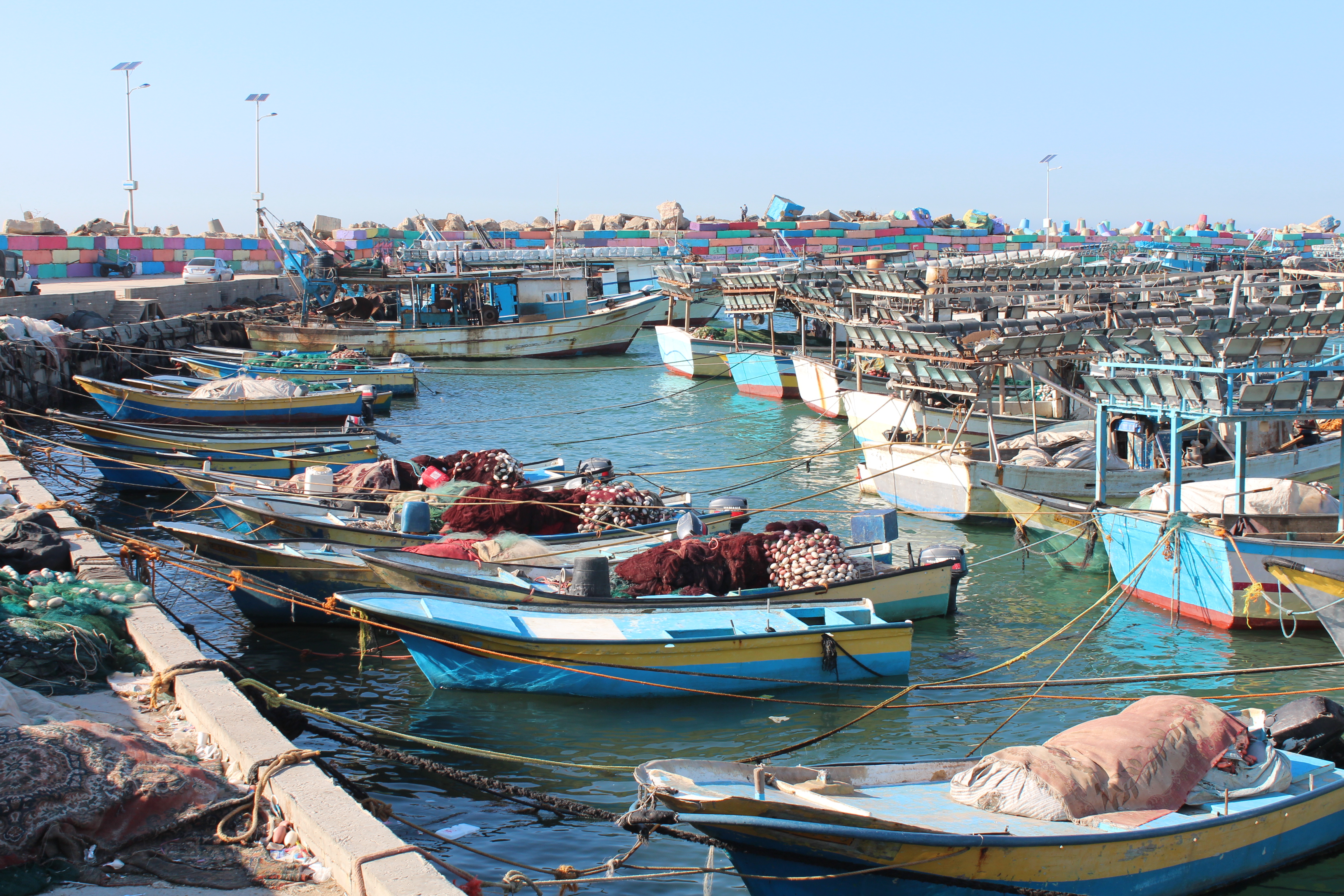
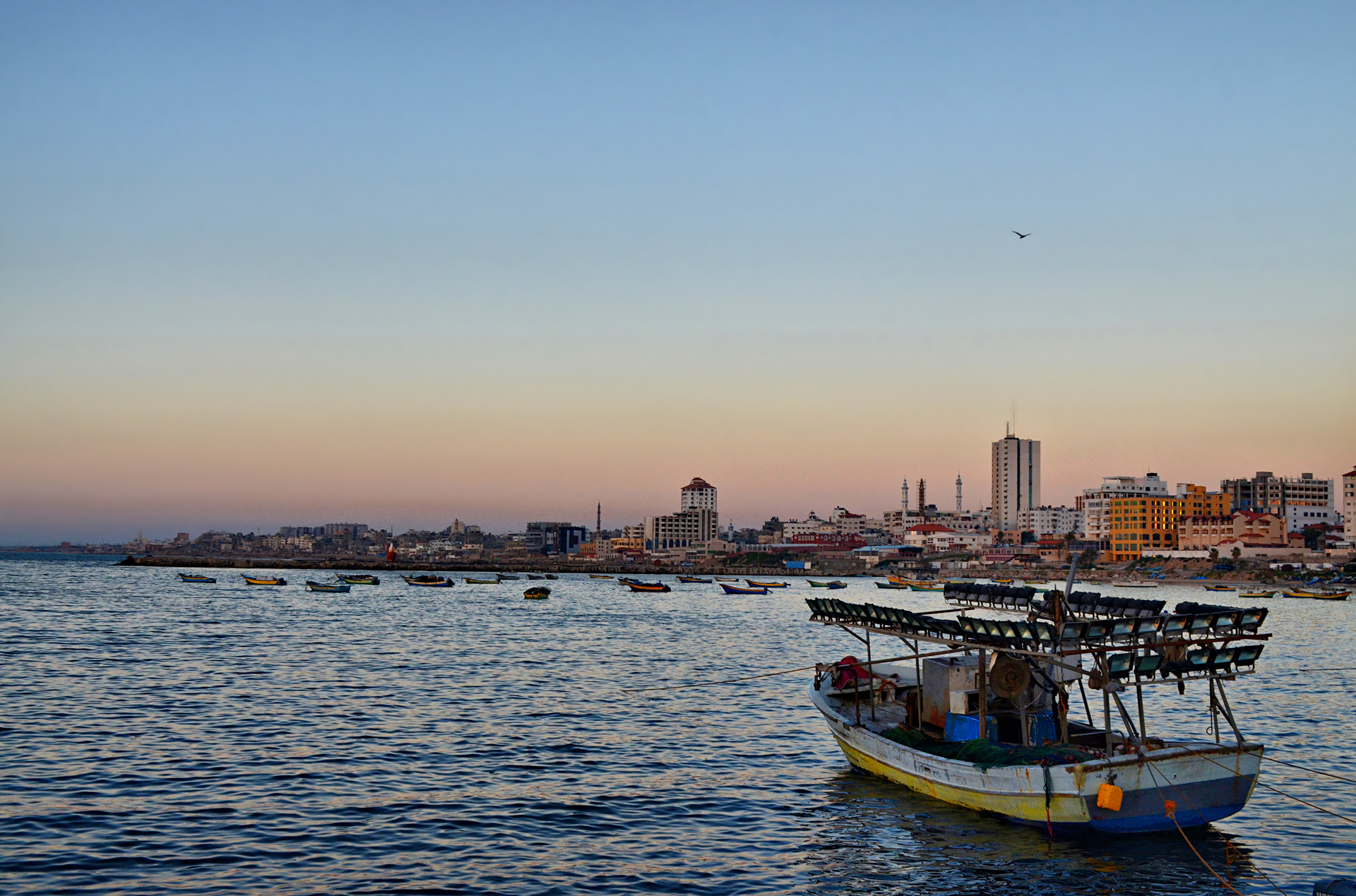